# Vincent Lerche
Vincent Stoltenberg Lerche (født 5. september 1837 i Tønsberg, død 28. december 1892 i Düsseldorf) (i hans senere leveår ofte skrevet Stoltenberg-Lerche) var en norsk maler.
Lerche blev student 1855, men rejste allerede det følgende år til Düsseldorf for at uddanne sig i malerkunsten ved det dengang af nordiske kunstnere stærkt besøgte kunstakademi. Her arbejdede han i hen ved to år under Christian Köhlers, Friedrich Wilhelm Schadows og Karl Müllers ledelse, blev senere vejledet af Hans Gude og begyndte 1860 at arbejde på egen hånd og at gøre studierejser. Hans interesse for gammel arkitektur og gammel liv styrkedes og udvikledes ved gentagne rejser, navnlig i Italien og Rhin-Landene. Hans billeder er også for en stor del arkitekturmalerier i akvarel og olie med navnlig fra klosterlivet hentede staffagefigurer, der dog har en mere selvstændig karakter end almindelig og hyppig er humoristisk behandlede. Af hans i gallerier og privatsamlinger spredte talrige billeder kan nævnes: Kardinal og Tiendedag i et Kloster (Nasjonalgalleriet, Oslo), Klosterbiblioteket (Stockholms Nationalmuseum), Klubbisterne i Mainz, I Narrens Vise, Munchhausen, Skipperhistorier. Han udstillede på statens årlige udstillinger i Kristiania 1834—87.
Også i litteratur er Lerches navn ofte kommet til syne. I det svenske blad Ny illustreret Tidning, hvor Lerche var artistisk og litterær medarbejder i en årrække fra 1865 af, har han leveret en række litterære bidrag. Nogle af disse samt enkelte opsatser indtagne i tyske blade udgav han samlede under titlen Med Blyanten. 1887-90 skrev han føljetoner i Aftenposten.